# 澤重民
澤 重民（さわ しげたみ、1901年（明治34年）4月29日 - 1993年（平成5年）12月21日）は、日本の内務官僚、実業家。官選奈良県知事。
実兄に空母「瑞鶴」飛行隊長として真珠湾攻撃に参加した嶋崎重和がいる。

## 経歴
三重県出身。澤重元の長男として生まれる。第八高等学校を首席で卒業。1924年11月、高等試験行政科試験に合格。1925年、東京帝国大学法学部法律学科を首席で卒業。内務省に入省し社会局属となる。
以後、国際労働機関帝国事務局勤務、佐賀県勤務、岐阜県勤務、内務省土木局河川課長、同地方局監督課長、同会計課長などを歴任。
1943年7月、奈良県知事に就任。戦時下の対応に尽力。1945年2月、厚生省衛生局長に転任。1946年に退官し、その後、公職追放となった。
戦後は、吉野林業常務、北村林業 (株) 常務、大和タイムス (株) 取締役などを務めた。